# ستيم لينك
ستيم لينك هو منتج برمجي تم تطويره من قبل شركة فالف لنقل محتوى ستيم من أجهزة الكمبيوتر الشخصية أو Steam Machines لاسلكيًا إلى أجهزة محمولة أو شاشات أخرى.
تم إطلاق ستيم لينك لأول مرة في نوفمبر 2015 كجزء من إطلاق Steam Machines. في نوفمبر 2018 قررت فالف إيقاف إنتاج جهاز ستيم لينك المخصص لصالح دعم تطبيق ستيم لينك الذي يعمل على الاجهزة المحمولة وأجهزة التلفاز الذكية.

## روابط خارجية
- الموقع الرسمي